# شبیه دیگران باش
شبیه دیگران باش مستندی است به کارگردانی طناز اسحاقیان که در سال ۲۰۰۸ دربارهٔ تراجنسی در ایران ساخته شد. این مستند در جشنواره فیلم ساندنس و جشنواره فیلم برلین به نمایش گذاشته شد، و برنده ۳ جایزه از این جشنواره شد.
طناز اسحاقیان یک ایرانی مقیم آمریکا و یک کارگردان است. وی، پس از خواندن مقاله‌ای در نیویورک تایمز دربارهٔ قانونی بودن تغییر جنسیت در ایران، کنجکاو شد و ایدۀ ساخت این مستند را گرفت. وی برای تأمینِ سرمایهٔ ساخت این مستند اقدام کرد ولی ناموفق بود. اسحاقیان پس از تماس با نویسندۀ  این مقاله، اطلاعات تماس دکتر بهرام میرجلالی و آقای کریمی‌نیا در تهران را به دست آورد. اسحاقیان راهی ایران شده و در یک درمانگاهِ تغییر جنسیت با خانواده‌ها و افراد مایل به تغییر جنسیت مصاحبه کرد تا سوژه‌های مناسب خود را پیدا کند. او متوجه شد تراجنسی‌های زن به مرد در زندگی خود پس از تغییر جنسیت موفق‌تر هستند و هیچ میلی به همکاری در ساخت این مستند ندارند زیرا از این که با این مستند به عنوان تراجنسی معرفی شوند، مخالف بودند.

## خلاصه داستان
مستند «شبیه دیگران باش»  به مشکلات و مسائل ۲ فرد به نام‌های علی‌اصغر و انوش می پردازد. علی‌اصغر یک فرد ۲۴ ساله‌است که از رفتار دیگران با خود به ستوه آمده و برای تغییر جنسیت به کلینیک میرداماد و دکتر میرجلالی مراجعه کرده‌است. وی هیچ علاقه‌ای به تغییر جنسیت ندارد و این کار را تنها به خاطر فشار اجتماعی انجام می‌دهد. خانواده علی‌اصغر وی را طرد کرده‌اند و علی اصغر پس ملاقات با ویدا (تراجنسیِ تازه‌عمل‌کرده) به کلینیک دکتر میرجلالی راهنمایی می‌شود. پس ازتغییر جنسیت، نام نگار را برای خود انتخاب می‌کند و از خانواده طرد می‌شود. وی دچار افسردگی شدید شده‌است و اقدام به خودفروشی می‌کند.
انوش یک جوان ۲۰ ساله‌است که با ظاهر زنانه در جامعه حاضر می‌شود و دوست پسر انوش (علی) نیز از اینکه وی با این ظاهر باشد خوشحال است چون بیان می‌کند این ظاهر باعث می‌شود در خیابان امنیت بیشتری داشته باشند و مورد تمسخر مردم قرار نگیرند. مادر انوش از تغییر جنسیت انوش حمایت می‌کند. وی پس از تغییر جنسیت، نام اناهیتا را برای خود برمی‌گزیند و از این اقدام راضی است و ازدواج می‌کند.
در تمام فیلم این بحث است که هر دوی این افراد به شدت خود را از هم‌جنس‌گرایان جدا می‌دانند و این کار را زشت و ناپسند می‌دانند. در واقع منظور اسحاقیان این بوده‌است که افراد زیادی در ایران تنها به خاطر اینکه هم‌جنس‌گرایی گناه و ناپسند است اقدام به تغییر جنسیت می‌کنند و دلیل اینکه تراجنسی‌بودن در ایران راحت‌تر از هم‌جنس‌گرابودن است افراد خود تا خود را تراجنسی معرفی کنند.
وی احساس کرد با مقایسه زندگی انوش و علی اهمیت نقش خانواده در ایران را می‌توان نشان داد.

## برنده شده جوایز
مستند «شبیه دیگران باش» در سال ۲۰۰۸ در جشنواره فیلم ساندس کاندید جایزه بهترین فیلم از نظر داوران شد و در فستیوال فیلم برلین برنده ۳ جایزه teddy (جایزه‌ای که به فیلم‌هایی با مضمون دگرباشان تعلق می‌گیرد)، جایزه عفو بین‌الملل و همچنین جایزه بهترین فیلم از نگاه داوران شد.
این مستند در فوریه ۲۰۰۸ از شبکه BBC با نام تغییر جنسیت در ایران پخش شد.
Robert Koehler نویسنده روزنامه variety می‌گوید «شبیه دیگران باش یک پنجره به سوی یک بخش پنهان از یک کشور و همچنین یک مستند بدون تعصب است.»
در سال ۲۰۱۰ نیز مستند شبیه دیگران باش نامزد دریافت جایزه از بیست و یکمین جشنواره glaad شد.

## نگاهی بر این مستند
این مستند با این نوشته اغاز می‌شود «همجنسگرایی در ایران غیرقانونی است و مجازات اعدام دارد ولی ترنسکشوالیسم قانونی است و انجام می‌شود.»
فیلم، این پنداره را می‌سازد که یک تراجنسی اگر تحت فشار جامعه نباشد هیچ وقت اقدام به تغییر جنسیت نمی‌کند. این در حالی است که تراجنسی به فردی که خواهان گذراندن مراحل جراحی است گفته می‌شود.

## مراجع
1. ↑  ‘Be Like Others’ Director Tanaz Eshaghian on Sundance, Sex Changes, and the Ayatollah - Vulture
2. 1 2  http://www.variety.com/index.asp?layout=festivals&jump=review&id=2478&reviewid=VE1117936019
3. 1 2  «Iran's 'diagnosed transsexuals'» (به انگلیسی). ۲۰۰۸-۰۲-۲۵. دریافت‌شده در ۲۰۲۴-۰۷-۲۹.
4. ↑  Nominees | GLAAD
5. ↑  American Psychiatric Association (2000). Diagnostic and Statistical Manual of Mental Disorders, Fourth Edition (Text Revision). American Psychiatric Publishing. ISBN 0-89042-025-4